# 江東区立第四大島小学校
江東区立第四大島小学校（こうとうくりつだいよんおおじましょうがっこう）は、東京都江東区大島6丁目に所在する区立小学校である。

## 概要
四大小が所在する場所は、明治45年頃は沼地であった。その後、東京ガスが第二次製品を加工するために工場を建設したが、昭和20年3月の戦災で焼けて空き地になっていた。2,600m2の広い空き地に建設される学校は都内には少ないとのことで、四大小を災害に強いモデルスクールにすることとなった。

### 施設・環境
- 校舎： 鉄筋コンクリート造り4階建て、屋上プール、屋外体育館
- 校庭： 4,600m2 100m直線トラックあり
- 教室： 普通教室、理科室、家庭科室、音楽室、メディアルーム、PC室、学習室、多目的ホール、特別支援教室、給食室等 (45室）

### 併設施設
かつて敷地内に第四大島幼稚園が存在した。

## 沿革
- 1958年（昭和33年）
  - 4月1日 - 開校。校舎は、戦後初の鉄筋コンクリート造校舎[4]
  - 4月6日 - 第1回入学式挙行[1]
  - 5月28日 - 開校式を挙行し、この日（5月28日）を開校記念日と定めた。
- 1960年（昭和35年） - プール工事開始。校歌制定。
- 1961年（昭和36年）7月7日 - プール竣工[5]（横10メートル 縦25メートル）。
- 1964年（昭和39年）5月30日 - 屋内体操場落成[5]
- 1965年（昭和40年）12月 - 自然観察園が完成。
- 1968年（昭和43年）2月 - 第3期校舎増築。
- 1969年（昭和44年）8月 - 校内放送設備工事完了。
- 1970年（昭和45年）4月 - 第四大島幼稚園が開園（2学級80名）。
- 1971年（昭和46年）10月 - 水道配管と消火栓関係の各工事が完了。
- 1974年（昭和49年）4月 - 学区域一部変更。
- 1975年（昭和50年）3月 - 給食室改築工事完了。
- 1976年（昭和51年）4月 - 下駄箱棟補修工事完了。
- 1977年（昭和52年）
  - 1月 - 昇降口棟解体、新校舎増築工事着工。
  - 3月 - 校舎外装改修、窓わくサッシ取り替え工事完了。
- 1978年（昭和53年）4月 - 新校舎増築工事竣工。
- 1979年（昭和54年）	
  - 3月 - 管理棟校舎廊下階段塗装、プラスタイル工事完了。
  - 10月 - 地上受水槽工事完了。
- 1984年（昭和59年）	
  - 4月 - 屋上改修工事完了。
  - 10月 - 給食室、主事室、校長室改修改装工事完了。
- 1985年（昭和60年）	
  - 1月 - 屋体蛍光灯全面取り換え工事完了。
  - 5月 - 屋上ポール、サッカーゴール修理。
  - 8月 - 屋体壁面工事完了。
- 1987年（昭和62年）11月 - 校舎新築工事開始。
- 1988年（昭和63年）	12月 - 新校舎移転。
- 1989年（平成元年）
  - 4月 - 新校庭完成。同月から通学帽着用。
  - 6月 - 新校舎落成式挙行。
- 1996年（平成8年）	
  - 3月 - 会議室改装工事。
  - 4月 - T.T（ティーム・テーチング）取り組み開始完了。
- 1997年（平成9年）2月 - 防災備蓄倉庫完成。
- 2000年（平成12年）4月 - 江東ろう学校との交流門開通式挙行。
- 2001年（平成13年）8月 - 防災備蓄倉庫移動、教室改装工事完了。
- 2007年（平成19年）1月 - この月から2月にかけて、校庭全面改修工事。
- 2010年（平成22年）3月 - ビオトープ建設。
- 2015年（平成27年） - この年度から翌年度にかけて、オリンピック・パラリンピック教育推進校。

## 校章
学校の象徴である桜の花の中に、元気な子供の姿で、四大という校名をデザイン化。
当時、四大小は5学年までであったため花びらが5枚の桜の校章になった。また、桜の花が咲いていたからだとも言われている。

## 児童数および学級数
- 児童数：439名　学級数：15学級　（令和4年5月1日現在）[6]
- 創立当時：児童数 1,312 名、学級数：25 学級(1年生から5年生まで)

## 校歌
- 勝承夫作詞、平井康三郎作曲

## 教育目標
- よく考えて、進んで学習する子
- 心豊かで、思いやりのある子
- 心身ともにたくましく、健康な子

## 学校生活
使用教科書（令和2年度～5年度）
| 教科等   | 発行者         |
| -------- | -------------- |
| 国語     | 光村図書出版   |
| 書写     | 光村図書出版   |
| 社会     | 東京書籍       |
| 地図     | 帝国書院       |
| 算数     | 東京書籍       |
| 理科     | 大日本図書     |
| 生活     | 教育出版       |
| 音楽     | 教育芸術社     |
| 図画工作 | 開隆堂出版     |
| 家庭     | 東京書籍       |
| 保健     | 学研教育みらい |
| 英語     | 三省堂         |
| 道徳     | 日本文教出版   |

## 学校行事
- 4月 - 始業式、入学式、1年生を迎える会、全校遠足
- 5月 - 開校記念日、運動会
- 6月 - 第1回学校公開
- 7月 - 個人面談、夏季休業日始、林間学校（5年）
- 8月 - 夏季休業日終、日光移動教室(6年)
- 9月 - 水泳記録会(6年)、保護者会
- 10月 - 前期終業式、後期始業式、第2回学校公開、連合運動会（6年）、校内学力テスト
- 11月 - 生活科見学（1年）、社会科見学（5年）、音楽会
- 12月 - 個人面談、冬季休業日始
- 1月 - 冬季休業日終
- 2月 - 第3回学校公開・道徳授業地区公開講座、6年生を送る会、保護者会
- 3月 - 謝恩会、卒業式、修了式　春季休業日始

## 通学区域
- 大島5丁目6番～10番、34番、35番、45番～47番
- 大島6丁目1番2号、3号、6号、3番～30番

## 交通アクセス
- 都営新宿線『大島駅』下車　A2出口より　徒歩3分
- 都営バス
  - 『亀21』亀戸駅～東陽町駅『城東特別支援学校前』下車　徒歩1分
  - 『亀24』亀戸駅～葛西橋『大島駅』下車　徒歩3分
  - 『草24』浅草寿町～東大島駅『大島駅』下車　徒歩3分

## 著名な出身者
- 大沢樹生

## 学校周辺
- 東京都立城東特別支援学校
- 東京都立大塚ろう学校城東分室
- 江東区立第二大島中学校
- 江東病院
- UR都市機構大島六丁目団地
- UR都市機構シティコート大島団地
- 都営地下鉄新宿線大島駅
- 城東警察署大島交番
- 城東消防署大島出張所
- 中の橋商店街